# Halowe Mistrzostwa Świata w Lekkoatletyce 1991 – chód na 5000 m mężczyzn
Chód na 5000 m mężczyzn – jedna z konkurencji rozgrywanych podczas halowych mistrzostw świata w lekkoatletyce w 1991. Eliminacje odbyły się 8 marca, a finał został rozegrany 10 marca.
Do eliminacji zgłoszonych zostało 20 zawodników z 15 państw.
Zawody w tej konkurencji wygrał reprezentant ZSRR Michaił Szczennikow. Drugą pozycję zajął zawodnik z Włoch Giovanni De Benedictis, trzecią zaś reprezentujący kraj triumfatora Franc Kostiukiewicz.

## Wyniki

### Eliminacje
Źródło: 
Bieg 1
| Miejsce | Zawodnik            | Państwo         | Wynik    | Uwagi |
| ------- | ------------------- | --------------- | -------- | ----- |
| 1.      | Miguel Prieto       | Hiszpania       | 19:46,02 |       |
| 2.      | Franc Kostiukiewicz | ZSRR            | 19:46,27 |       |
| 3.      | Igor Kollár         | Czechosłowacja  | 19:46,52 |       |
| 4.      | Ronald Weigel       | Niemcy          | 19:48,79 |       |
| 5.      | Jimmy McDonald      | Irlandia        | 20:04,11 |       |
| 6.      | Jefferson Pérez     | Ekwador         | 20:19,91 | AR    |
| –       | Nicholas A'Hern     | Australia       | DSQ      |       |
| –       | Andrew Drake        | Wielka Brytania | DSQ      |       |
| –       | Ljubomir Iwanow     | Bułgaria        | DSQ      |       |
| –       | Stefan Johansson    | Szwecja         | DSQ      |       |

Bieg 2
| Miejsce | Zawodnik               | Państwo        | Wynik    | Uwagi |
| ------- | ---------------------- | -------------- | -------- | ----- |
| 1.      | Giovanni De Benedictis | Włochy         | 19:54,26 |       |
| 2.      | Sándor Urbanik         | Węgry          | 19:56,44 |       |
| 3.      | Michaił Szczennikow    | ZSRR           | 19:56,50 |       |
| 4.      | Valentí Massana        | Hiszpania      | 19:57,49 |       |
| 5.      | Bernd Gummelt          | Niemcy         | 19:57,59 |       |
| 6.      | Andrew Jachno          | Australia      | 20:06,83 |       |
| –       | Nassir Hasnaoui        | Maroko         | DSQ      |       |
| –       | Roman Mrázek           | Czechosłowacja | DSQ      |       |
| –       | Władimir Ostrowskij    | Izrael         | DSQ      |       |
| –       | José Urbano            | Portugalia     | DSQ      |       |

### Finał
Źródło: 
| Miejsce | Zawodnik               | Państwo        | Wynik    | Uwagi |
| ------- | ---------------------- | -------------- | -------- | ----- |
| 01 !    | Michaił Szczennikow    | ZSRR           | 18:23,55 | WR    |
| 02 !    | Giovanni De Benedictis | Włochy         | 18:23,60 | NR    |
| 03 !    | Franc Kostiukiewicz    | ZSRR           | 18:47,05 |       |
| 4.      | Miguel Prieto          | Hiszpania      | 18:53,83 | NR    |
| 5.      | Valentin Massana       | Hiszpania      | 19:08,79 |       |
| 6.      | Sándor Urbanik         | Węgry          | 19:11,85 |       |
| 7.      | Bernd Gummelt          | Niemcy         | 19:21,97 |       |
| 8.      | Jimmy McDonald         | Irlandia       | 19:24,91 | NR    |
| 9.      | Ronald Weigel          | Niemcy         | 19:34,86 |       |
| 10.     | Jefferson Pérez        | Ekwador        | 20:20,05 |       |
| –       | Andrew Jachno          | Australia      | DSQ      |       |
| –       | Igor Kollár            | Czechosłowacja | DSQ      |       |